# حزب فرسان مصر
حزب فرسان مصر هو حزب سياسي في مصر أسسه أعضاء سابقون في الجيش المصري. يخوض الحزب الانتخابات البرلمانية المصرية عام 2015.

## روابط خارجية
- موقع فرسان مصر